# Simon Loueckhote
Simon Loueckhote, né le 7 mai 1957, est un homme politique français. Il est notamment sénateur représentant la Nouvelle-Calédonie de 1992 à 2011.

## Origines et jeunesse
D'origine kanak, il est né le 7 mai 1957 à la tribu de Nyimëhë (ou Nimaha), dans le district coutumier de Fayaoué à Ouvéa (Nouvelle-Calédonie), dans une famille originaire de l'île. Il a toutefois été éduqué, au gré des affectations de son père, à la tribu de Gatope à Voh, puis à Koumac et enfin à Nouméa.

## Fidèle de Jacques Lafleur
Instituteur de formation, il entre toutefois assez tôt en politique. Kanak anti-indépendantiste, élevé dans une famille de tradition gaulliste, repéré par le sénateur Dick Ukeiwé, c'est un ancien membre du Rassemblement pour la Calédonie dans la République (RPCR) sous les couleurs duquel il remporte les élections municipales de 1983 à Ouvéa (il s'allie toutefois à son principal adversaire en lui laissant la fonction de maire et en prenant le poste de premier adjoint, alliance qui se clôt par l'union des élus municipaux indépendantistes de l'île à partir de 1985 qui le relègue dans l'opposition) et dont il fut la tête de liste dans les Îles Loyauté lors de toutes les élections provinciales de 1989 à 2004, il a également été le président du Congrès, l'assemblée délibérante du territoire, au nom de ce parti de 1989 à 1995 et de 1998 à 2004. Il est l'un des signataires de l'Accord de Nouméa pour le RPCR le 5 mai 1998.

### Parlementaire
Fidèle de l'ancien leader de ce parti et ancien député Jacques Lafleur, il est son suppléant dans la 1re circonscription avant d'être choisi pour remplacer Dick Ukeiwé, autre Kanak hostile à la l'indépendance, pour représenter le Territoire au Sénat en 1992. Le 27 septembre, il l'emporte de peu face au candidat du FLNKS, le grand-chef de Saint-Louis Rock Wamytan, par 192 voix de grands électeurs contre 188, et est ainsi à l'époque le benjamin de la chambre haute du Parlement français. Réélu le 23 septembre 2001 face à la veuve du leader indépendantiste Jean-Marie Tjibaou, Marie-Claude (par 52,63 % des suffrages exprimés contre 47,37 %), il siège au groupe RPR de 1992 à 2002 puis UMP désormais. De 1993 à 1995, il est d'ailleurs secrétaire national du RPR auprès du secrétaire général, Alain Juppé.
Au Parlement, il préside l’Intergroupe parlementaire de l’outre-mer de 2002 à 2004 ainsi que la commission nationale d'évaluation de la Loi de Programme pour l'Outre-mer depuis 2006. Il est également président délégué du groupe France - Vanuatu - Îles du Pacifique. Plusieurs fois membre de la commission des Affaires sociales (d'octobre 1992 à juin 1998, de juillet 1998 à janvier 1999, de février à octobre 1999), des Lois constitutionnelles, de la Législation, du Suffrage universel, du Règlement et d’Administration générale (de juin à juillet 1998, de janvier à février 1999, ces deux fois pour participer aux travaux parlementaires liés aux négociations de l'Accord de Nouméa et à son application, étant notamment nommé le 4 février 1999 comme membre titulaire de la commission mixte paritaire chargée de proposer un texte sur les dispositions restant en discussion du projet de loi organique relatif à la Nouvelle-Calédonie et du projet de loi relatif à la Nouvelle-Calédonie, il est de nouveau membre de la commission des Lois d'octobre 1999 à mai 2000 et de juin à juillet 2009 cette fois pour travailler à la révision de la loi organique), des Affaires étrangères, de la Défense et des Forces armées (de mai 2000 à octobre 2005, il en est alors l'un des secrétaires à partir du 5 octobre 2001, de janvier 2008 à juin 2009 et depuis juillet 2009, il a acquis une certaine spécialisation pour les questions de défense et de sécurité internationale en étant auditeur de la 55e session de l'Institut des hautes études de défense nationale de 2003-2004 et de la 17e session de l'Institut national des hautes études de sécurité de 2005 à 2006, il s'est notamment beaucoup impliqué dans le débat sur l'embuscade de Surobi qui a causé, le 18 août 2008 en Afghanistan, la mort de 10 soldats français dont l'un de ses parents, le caporal Mélam Baouma, 22 ans, et s'insurge particulièrement contre une caricature parue dans le quotidien belge De Morgen qu'il juge « infâmante et blessante à l'égard de la France, de son armée » ainsi que pour la « Nouvelle-Calédonie au lendemain du rapatriement du corps de Mélam Baouma » dans une lettre adressée à Nicolas Sarkozy) et de la commission de la Culture, de l'Éducation et de la Communication (d'octobre 2005 à janvier 2008).
Il s'est particulièrement mobilisé au Sénat, à l'instar des députés Jacques Lafleur et Pierre Frogier, pour lutter contre la révision constitutionnelle votée par le Parlement réuni en Congrès le 19 février 2007 sur le « gel » du corps électoral pour les élections provinciales (le limitant aux seules personnes présentes en Nouvelle-Calédonie avant le 6 novembre 1998). Il déclare notamment, lors des débats, que son adoption se ferait « contre la volonté de l'une des parties signataires, le RPCR, qui a accepté, par sa signature, le principe d'un corps électoral glissant » et qu'il s'agirait d'« une entorse à l'esprit et à la pratique qui ont toujours prévalu entre les signataires ». À la suite du vote du texte, il parle de « déni de démocratie ».

### Aux Îles Loyauté
Membre du Congrès du Territoire puis de la Nouvelle-Calédonie de 1985 à 1988, de 1989 à 2009 et depuis 2011, il est conseiller du Conseil de la Région des îles Loyauté créée par le statut Fabius-Pisani en 1985 (il le préside même de 1988 à 1989, et est donc à ce titre membre du Conseil exécutif instauré par le statut dit Pons II en 1988 et boycotté par les indépendantistes). Puis il siège à l'Assemblée de la province des îles Loyauté de 1989 à 2009. Il est d'ailleurs 2e vice-président de cette institution entre 1995 et 1996 à la suite du soutien apporté par les élus de sa liste au grand-chef de Maré et président du petit parti indépendantiste LKS Nidoïsh Naisseline, il s'oppose toutefois rapidement à lui à propos de ses choix financiers et économiques, notamment en critiquant sa volonté de laisser les sièges des différentes filiales de la SODIL à Nouméa, l'échec financier du ferry « Marie-Hélène » ou les rebondissements dans la construction du port de Tadine, une « politique d'exclusion » raciale et politique dans son choix du personnel provincial et sa manière de présider jugée trop autoritaire et sans partage du pouvoir. Il s'allie néanmoins de nouveau avec Naisseline et au chef de file dans les Îles du petit parti indépendantiste modéré FCCI Cono Hamu dans une liste commune appelée « Un nouveau défi pour les îles » (UNDL) et tirée par le grand-chef maréen à la suite de l'annulation du scrutin des provinciales de 1999 dans les Îles par le Conseil d'État et l'organisation de nouvelles élections pour le 25 juin 2000. Si cette coalition anti-FLNKS arrive en tête, avec 44,9 % des suffrages exprimés contre 37,3 % à la liste Union calédonienne du président sortant Robert Xowie et 17,8 % au Palika, la composition de l'assemblée née des élections de 1999 n'est pas modifiée par ce nouveau scrutin : l'UC de Xowie retrouve ses six sièges, le Palika ses deux élus et les six conseillers UNDL sont exactement ceux du RPCR, LKS et FCCI d'avant la dissolution. Le 30 juin suivant, Simon Loueckhote et Cono Hamu se présentent tous deux contre Robert Xowie au perchoir de l'hémicycle provincial : Nidoïsh Naisseline et son colistier du LKS décident de voter chacun pour l'un des deux candidats de l'opposition, tandis que Robert Xowie est réélu au premier tour avec huit voix. Candidat à tous les postes de vice-président, Cono Hamu, qui fait alors le plein des voix de l'UNDL, est battu à chaque fois par le candidat de l'UC-Palika.
Il est par la suite l'un des plus ardents critiques de la gestion de la présidence Xowie. Lors de la campagne des provinciales du 9 mai 2004, marquée par une situation délicate des Îles (la dette de la Province s'élève alors à 1,5 milliard de Francs CFP, soit environ 12,6 millions d'euros, ce qui lui vaut d'être mise sous tutelle financière de l'État pour le budget 2004), il estime que « la province des îles n’a plus d’âme, plus personne n’y croit, la situation financière est catastrophique, le "je m’en foutisme" est généralisé » et que l'obtention d'une rallonge financière ne suffira pas à rétablir la situation. Il demande un renouvellement total des cadres dirigeants de la Province et une mise sous tutelle budgétaire de celle-ci par l'État. Il se dresse également contre ce qu'il appelle la « kanakisation » précipitée des cadres administratifs : « Beaucoup de responsables d’origine européenne ont été évincés. Ils ont été remplacés par des jeunes Mélanésiens insuffisamment formés. ». Le jour du scrutin, il fait le plein des voix anti-indépendantistes de la Province, soit 2 440 votes et 17,19 % des suffrages exprimés, sa liste se plaçant comme la deuxième force politique loyaltienne après celle de l'UC désormais menée par le maire de Lifou Néko Hnepeune mais maintenant sa représentation à seulement 2 élus sur 14 à Wé.
Soutien longtemps inconditionnel de Jacques Lafleur, il a suivi ce dernier dans sa dissidence du RPCR en prenant la présidence du tout nouveau Rassemblement pour la Calédonie (RPC) en 2006.

## Dirigeant du LMD
Bien que jusqu'alors engagé politiquement dans les Îles Loyauté et dans l'île d'Ouvéa, dont il fut conseiller municipal de 1983 à 2001, il a décidé de se présenter dans le chef-lieu du territoire, Nouméa, lors des élections municipales de 2008. Lui et sa liste baptisée « Nouméa, la diversité en mouvement » se sont ainsi positionnés en troisième position au 1er tour le 9 mars 2008 avec 12,53 %, se qualifiant donc pour le second tour au cours duquel il réunit 17,47 % des suffrages exprimés et gagne 4 élus sur 53. Il décide toutefois de ne pas bénéficier lui-même de son siège, démissionnant immédiatement du conseil municipal, et fonde, à partir de sa liste et de plusieurs membres du RPC, un nouveau parti, le Mouvement de la diversité (LMD) qui, tout en se positionnant contre l'indépendance et à droite de l'échiquier politique local, veut défendre le multiculturalisme dans la société et les institutions néo-calédoniennes. Il rompt ainsi définitivement avec Jacques Lafleur, qui ne l'avait pas soutenu lors des municipales. Il est également depuis lors d'un des tout  premiers hommes politiques néo-calédoniennes à utiliser massivement les nouvelles technologies de l'information et tout particulièrement internet et le web 2.0, il dispose ainsi d'un blog depuis le 6 octobre 2006 mis à jour régulièrement (il y met notamment en ligne, toutes les semaines, son agenda) et d'un compte Facebook, et est la première personne interrogée par podcasting sur le Territoire, sur le blog généraliste Calédosphère le 31 mars 2009.
Lors des élections provinciales du 10 mai 2009, il décide à nouveau de se présenter dans le Sud et non aux Îles Loyauté, et fait liste commune avec l'Avenir ensemble du président sortant du gouvernement local Harold Martin. Réélu au Congrès mais désormais pour le Sud (et alors que les partisans du maintien de la Nouvelle-Calédonie dans la France, payant le prix de leurs divisions et de l'absence d'un meneur connu, ne sont plus représentés aux îles Loyauté), il n'y siège pourtant que momentanément puisque, le 5 juin suivant, il est élu au Gouvernement de la Nouvelle-Calédonie présidé par Philippe Gomès, chargé de la fonction publique, de la qualité du service public, de la simplification administrative et du Schéma d'aménagement et de développement de la Nouvelle-Calédonie, à la faveur d'un rapprochement entre toutes les formations non-indépendantistes dans un accord de majorité baptisé « Rassemblement républicain » ou « pacte républicain ». Il a avoué lui-même que le dossier dont il a hérité dans le nouvel exécutif « n’était pas un choix personnel », et qu'il ne « connaissai(t) absolument rien » en matière de fonction publique. Il est pourtant chargé de mener la réforme de cette dernière.
À la suite de l'annulation du scrutin provincial du 10 mai 2009 dans les Îles Loyauté par le Conseil d'État le 16 octobre suivant en raison d'irrégularités dans les procès-verbaux des opérations de dépouillement et d'un recours injustifié au vote par procuration (en infraction au code électoral) et à la suite d'un recours déposé par le Parti travailliste, Simon Loueckhote décide de revenir dans sa province d'origine. Il prend la tête d'une liste réunissant toutes les formations non-indépendantistes baptisée « Les Îles pour Tous » pour les nouvelles élections organisées le 6 décembre. Avec pour but avoué de faire réintégrer sa famille politique dans l'hémicycle loyaltien, il appelle à instaurer des relations « culturelles, économiques, d’abord démographiques » fortes avec la Province Sud, afin de reconnaître « une réalité : la moitié de la population des îles vit en province Sud et particulièrement à Nouméa », et à développer l'économie des Loyauté par le biais des « nouvelles technologies » en ayant « le courage de modifier nos structures coutumières : je propose que nous puissions extraire 10 à 20 % des terres pour se voir attribuer un statut de droit commun au service du développement économique et social ». Il doit toutefois faire face au désaveu de l'ancienne tête de liste du Rassemblement-UMP aux élections du 10 mai, Michel Luepak, qui était lui aussi candidat pour diriger les anti-indépendantistes réunis lors du nouveau scrutin, et les attaques de ses adversaires qui lui reprochent ses hésitations entre le Sud et les Îles Loyauté et le fait de n'être éventuellement pas éligible (le Parti travailliste tente d'ailleurs de faire annuler sa candidature au motif que, considérant le nouveau scrutin du 6 décembre 2009 comme le même que celui des élections provinciales du 10 mai précédent au cours desquelles le sénateur étant candidat en Province Sud, il ne peut alors pas être présent sur deux listes différentes dans deux provinces distinctes, Simon Loueckhote pour sa part justifiant son bon droit en citant l'article 196-3 de la loi organique selon lequel « un membre d’une assemblée de province élu dans une autre assemblée de province cesse […] de faire partie de l’assemblée dont il faisait partie »).
Le 6 décembre 2009, « Les Îles pour Tous » n'obtiennent que 960 voix et 6,83 % des suffrages exprimés, soit moins que le score combiné des trois listes anti-indépendantistes lors du scrutin du 10 mai, n'obtenant que la sixième (et dernière) place et aucun élu,. Il déclare alors : « C’est une déception. L’objectif c’était que nous puissions avoir des élus aux Iles. Et nous ne les avons pas. Pour le moment, l’entière responsabilité, moi je l’assume. On va essayer de chercher un peu pour comprendre pourquoi nous n’avons pas réussi à faire le score des trois listes présentées le 10 mai. Et puis, il faut chercher les différentes motivations dans le fait que nous avons été nous-mêmes divisés contrairement à l’apparence que nous avons donnée. L’appel de Michel Luepak à boycotter la liste… Et puis nous avons été absents depuis le 10 mai dernier. Et comme le temps nous a beaucoup manqué pendant cette campagne… Mais je ne pense pas un seul instant que le fait de nous rassembler nous ait fait perdre ces élections. Ce n’est pas possible. ». Il reste toutefois membre de l'exécutif local, jusqu'au 3 mars 2011.
À cette date, il redevient membre du Congrès et de l'Assemblée de la Province Sud. Il désapprouve ensuite plusieurs choix de ses alliés de l'Avenir ensemble (leur approbation de la proposition de Pierre Frogier à l'égard des deux drapeaux, l'élection d'un indépendantiste, Rock Wamytan, à la présidence du Congrès et l'accord de partage des institutions et de majorité avec le Rassemblement-UMP, le FLNKS de la tendance UC et le Parti travailliste). Le 17 mars 2011, il surprend la classe politique locale en votant, avec l'autre élue issue du LMD Pascale Doniguian-Panchou, pour la liste de Calédonie ensemble menée par Philippe Gomès et non pour celle d'union Rassemblement-UMP - Avenir ensemble tirée par Harold Martin, lors de l'élection du 10e gouvernement local depuis l'Accord de Nouméa (et le troisième à se succéder en un mois). Expliquant ce choix par une volonté « que notre famille politique [les anti-indépendantistes] retrouve toute la place qu’elle devait avoir au Congrès », à savoir retrouver 7 sièges sur 11 comme c'était le cas entre 2009 et 2011, scénario qui ne s'est pas produit, notamment du fait qu'un changement de voix s'est aussi produit du côté indépendantiste. Pour les élections suivantes de l'exécutif, il redonne son vote à la liste Martin, tout en choisissant Léonard Sam de Calédonie ensemble contre Rock Wamytan du FLNKS (soutenu, entre autres, par l'Avenir ensemble, et qui est réélu) à l'élection du président du Congrès du 19 août 2011. Ces critiques à l'égard de cette nouvelle majorité lui vaut d'être de plus en plus isolé : le LMD perd, en mai 2011, les bureaux que le Congrès lui avait concédé depuis 2009, tandis que la commission d'investiture de l'UMP décide, le 28 juin 2011, de ne pas le réinvestir pour les élections sénatoriales du 25 septembre suivant (lui préférant Pierre Frogier et Hilarion Vendégou, du Rassemblement-UMP). Le 15 septembre, il renonce à briguer un nouveau mandat au sein de la chambre haute du Parlement français.
Il entame ensuite un rapprochement avec Calédonie ensemble, réalisant notamment des conférences communes avec les personnalités de ce parti pour s'opposer, par exemple, au projet de télévision locale dit « NC9 » initié par Pierre Frogier, ou encore pour critiquer la visite de Rock Wamytan aux Fidji et son soutien au déplacement en Nouvelle-Calédonie de l'amiral Frank Bainimarama prévu sous le couvert du Groupe mélanésien Fer de lance. Pour les élections législatives des 10 et 17 juin 2012, il fait campagne pour les candidats de Calédonie ensemble, Sonia Lagarde et Philippe Gomès, qui l'emportent au second tour dans les deux circonscriptions,. Pourtant, par la suite, il se déclare candidat le 30 juillet 2012 à l'élection du président du Congrès du 29 août suivant, se décrivant comme « un candidat qui rassemble, un candidat de l’union » capable de fédérer le plus largement possible la famille anti-indépendantiste pour éviter la réélection de Rock Wamytan et s'opposant ainsi à Gérard Poadja présenté par Calédonie ensemble. Il obtient rapidement le soutien de Pierre Frogier et de l'Avenir ensemble, mais aussi de Nathalie Brizard de l'UDC. Le jour du scrutin, il obtient 17 voix lors des deux premiers tours, contre 24 à Rock Wamytan et 12 à Gérard Poadja, à quoi s'ajoute un bulletin blanc. Au troisième tour, pour éviter de permettre à l'indépendantiste Rock Wamytan de conserver la présidence de l'institution, il retire sa candidature et l'essentiel de ses voix se reportent sur Gérard Poadja, qui est élu avec 28 suffrages contre 25 et un bulletin blanc toujours.
Par la suite, il reste proche du Rassemblement-UMP de Pierre Frogier. Après avoir rencontré ce dernier à plusieurs reprises, il lance des discussions à partir d'avril 2013 afin de rassembler le plus de formations possibles anti-indépendantistes, ce qui se heurte à une initiative parallèle (intitulée « Union pour la France ») lancée par le dissident récent du Rassemblement, Gaël Yanno, et à une non participation à ces discussions de Calédonie ensemble. Cela aboutit à la création, au début du mois d'août 2013, de l'« Engagement pour une Calédonie dans la France » (ECF), nom donné à des groupes communs constitués à cette occasion au Congrès (17 élus sur 54), à l'Assemblée de la Province Sud (20 conseillers sur 40) et à la mairie de Nouméa (22 sièges sur 53), réunissant le Rassemblement-UMP, l'Avenir ensemble, le LMD, l'UDC de Nathalie Brizard et Didier Leroux. Cet ECF soutient une nouvelle candidature de Simon Loueckhote à la présidence du Congrès le 8 août 2013, face aux deux mêmes adversaires qu'en 2012, le sortant Calédonie ensemble Gérard Poadja et Rock Wamytan, soutenu par l'ensemble des indépendantistes. Aucun des deux candidats anti-indépendantistes ne se désistant pour l'autre au 3e tour, Rock Wamytan retrouve alors le « perchoir » à la majorité relative. Le même jour, Simon Loueckhote se porte candidat à la présidence de la toute nouvelle commission des relations extérieures du Congrès, mais c'est Philippe Michel qui est élu, l'ancien sénateur devant se contenter de la vice-présidence.

## L'autre voix(e)
En marge de sa présidence du LMD et en parallèle de ses rapprochements divers avec d'autres formations, Simon Loueckhote crée le 18 juin 2013 l'association « L'autre voix(e) », avec, entre autres, le député européen Maurice Ponga et la conseillère du Nord Léontine Ponga du Rassemblement-UMP ou encore Shonu Wayaridri du Mouvement populaire calédonien (MPC), créé la même année par des dissidents du Rassemblement-UMP emmenés par l'ancien député Gaël Yanno. Cette organisation, qui se veut « transversale et apolitique », vise à réunir les Kanak non-indépendantistes de toute tendance (à l'exception, à sa création, de Calédonie ensemble), et à « marier les valeurs kanak et celles reçues par les missionnaires puis par la République ».
Cette association apparaît bientôt comme le relais organisé par Simon Loueckhote pour aboutir à des listes unitaires anti-indépendantistes dans les Provinces Nord et surtout des îles Loyauté, et soutenir notamment la candidature de Simon Loueckhote comme tête de liste dans cette dernière, bien que celui-ci ne fasse jamais officiellement acte de candidature avant février 2014. Le 30 novembre 2013, le congrès du Rassemblement-UMP tenu à Païta lance la campagne pour les municipales et provinciales de 2014 de ce parti et de l'ECF, rebaptisée pour l'occasion Front pour l'unité (FPU). À cette occasion, Pierre Frogier apporte son soutien à Simon Loueckhote pour être le meneur d'une liste unitaire anti-indépendantiste aux îles Loyauté, estimant celui-ci comme étant « à l'évidence le mieux placé pour conduire la liste de notre famille politique ». Cependant, cette candidature est dans un premier temps contesté par Calédonie ensemble, qui lui reproche notamment le faible score obtenu lors des provinciales partielles loyaltiennes du 6 décembre 2009 et expliquant que : « Ce n’est pas un problème de légitimité mais de personnalité. À force de faire des allers-retours dans tous les sens, Simon Loueckhote n’est plus crédible ».
Malgré ces réticences, la création d'une liste réunissant tous les partis anti-indépendantistes présents aux Îles Loyauté (Rassemblement, LMD, Avenir ensemble, Calédonie ensemble, MPC, RPC) est arrêtée au début du mois de février 2014 par leurs représentants et rendue publique le 11 février 2014. Elle choisit Simon Loueckhote comme tête de liste « à l’unanimité » selon l'intéressé, et sans, d'après lui, avoir « défendu [sa] candidature » ni « rien mis en avant ». Il propose par ailleurs comme nom pour cette liste, et pour celles des municipales, « L'autre voix(e) ». Et il est également dans le même temps investi pour mener la formation unitaire aux municipales à Ouvéa, retrouvant ainsi sa première terre d'élection. Cependant, les deux autres grandes forces non-indépendantistes, Calédonie ensemble et l'Union pour la Calédonie dans la France (UCF, alliance regroupant le MPC, le RPC et le Mouvement républicain calédonien) émettent un certain nombre de conditions à la candidature de Simon Loueckhote, en déclarant que : « si le principe de la liste unique des non-indépendantistes a été acté, elle ne sera conduite par Simon Loueckhote que si les deux candidats suivants sont désignés par Calédonie ensemble et par l’UCF », en rejetant le nom de « L'autre voix(e) » et en soutenant que le choix de la tête de liste pourrait être remis en cause par le résultat des élections municipales.

## Synthèse de sa carrière politique

### Chronologie générale
- 1979 – 1980 : chargé du Développement à la Subdivision administrative des Îles Loyauté
- 1980 - 1984 : instituteur à Ouvéa
- 1983 – 1985 : 1er adjoint au maire d’Ouvéa
- 1985 - 2001 : conseiller municipal RPCR d’Ouvéa
- 1985 - 1988 : vice-président du Congrès du Territoire de la Nouvelle-Calédonie
- 1986 – 1992 : suppléant du député Jacques Lafleur
- 1988 – 1989 : président de la Région des Îles Loyauté et membre du Conseil exécutif de la Nouvelle-Calédonie
- 1989 - 1995 : président du Congrès du Territoire de la Nouvelle-Calédonie et Membre du Comité consultatif du Territoire de la Nouvelle-Calédonie
- septembre 1992 : élu sénateur RPR de la Nouvelle-Calédonie
- 1993 - 1995 : secrétaire national du RPR auprès du secrétaire général, Alain Juppé
- 1995 - 1996 : 2e vice-président de l’Assemblée de la province des Îles Loyauté
- 1995 - 1998 : membre du Congrès du Territoire de la Nouvelle-Calédonie
- 1998 - 1999 : réélu président du Congrès du Territoire de la Nouvelle-Calédonie
- 1999 – 2004 : réélu président du Congrès de la Nouvelle-Calédonie
- 2001 - 2011 : réélu sénateur RPR, puis UMP, de la Nouvelle-Calédonie
- 2004 - 2009 : réélu membre du Congrès de la Nouvelle-Calédonie et de l'Assemblée de la Province des îles Loyauté
- novembre 2006 : président du RPC
- mars-avril 2008 : Conseiller municipal de Nouméa
- avril 2008 : président fondateur du LMD.
- mai - juin 2009 : membre du Congrès de la Nouvelle-Calédonie et de l'Assemblée de la Province Sud
- 5 juin 2009 - 3 mars 2011 : membre du Huitième Gouvernement de Nouvelle-Calédonie, chargé de la Fonction publique
- depuis mars 2011 : membre du Congrès de la Nouvelle-Calédonie et de l'Assemblée de la Province Sud

### Activités dans les assemblées dont il fut membre
- Commissions : 
  - Président de la commission de la jeunesse et des sports de l'Assemblée de la Province des Îles Loyauté de 2004 à 2009.
  - Membre de la commission des affaires étrangères, de la défense et des forces armées au Sénat, en fut secrétaire de 2001 à 2005.
  - Membre titulaire de la Commission d'évaluation des dispositifs de défiscalisation et d'exonération des cotisations sociales Outre-mer de 2006 à 2011.
  - Président de la Commission nationale d'évaluation de la Loi de Programme pour l'Outre-mer de 2006 à 2011.
- Association :
  - Ancien président de l’Intergroupe parlementaire de l’outre-mer (2002-2004)
- Assemblée : 
  - Membre de l’Assemblée parlementaire de la Francophonie, membre du bureau de la Section française.
- Groupe d’amitié : 
  - Président délégué du groupe France - Vanuatu - Îles du Pacifique
  - Membre du groupe France - Nouvelle-Zélande
  - Membre du groupe France - Australie
  - Membre du groupe France - République populaire de Chine
  - Membre du groupe France - Japon
  - Membre du groupe France - Maroc
  - Membre du groupe d’information France - République de Chine-Taïwan

## Décorations
- Chevalier de la Légion d'honneur depuis le 12 juillet 2013[43].